# یوفوشناسی
یوفوشناسی یا یوفولوژی (به انگلیسی: Ufology) مطالعه و تحقیق میدانی درباره گزارش‌های مربوط به رویت، برخورد نزدیک و شواهد فیزیکی مرتبط با اشیاء ناشناس پرنده یا به اختصار یوفوها (به انگلیسی: Unidentified flying objects، مخفف: UFO) است.

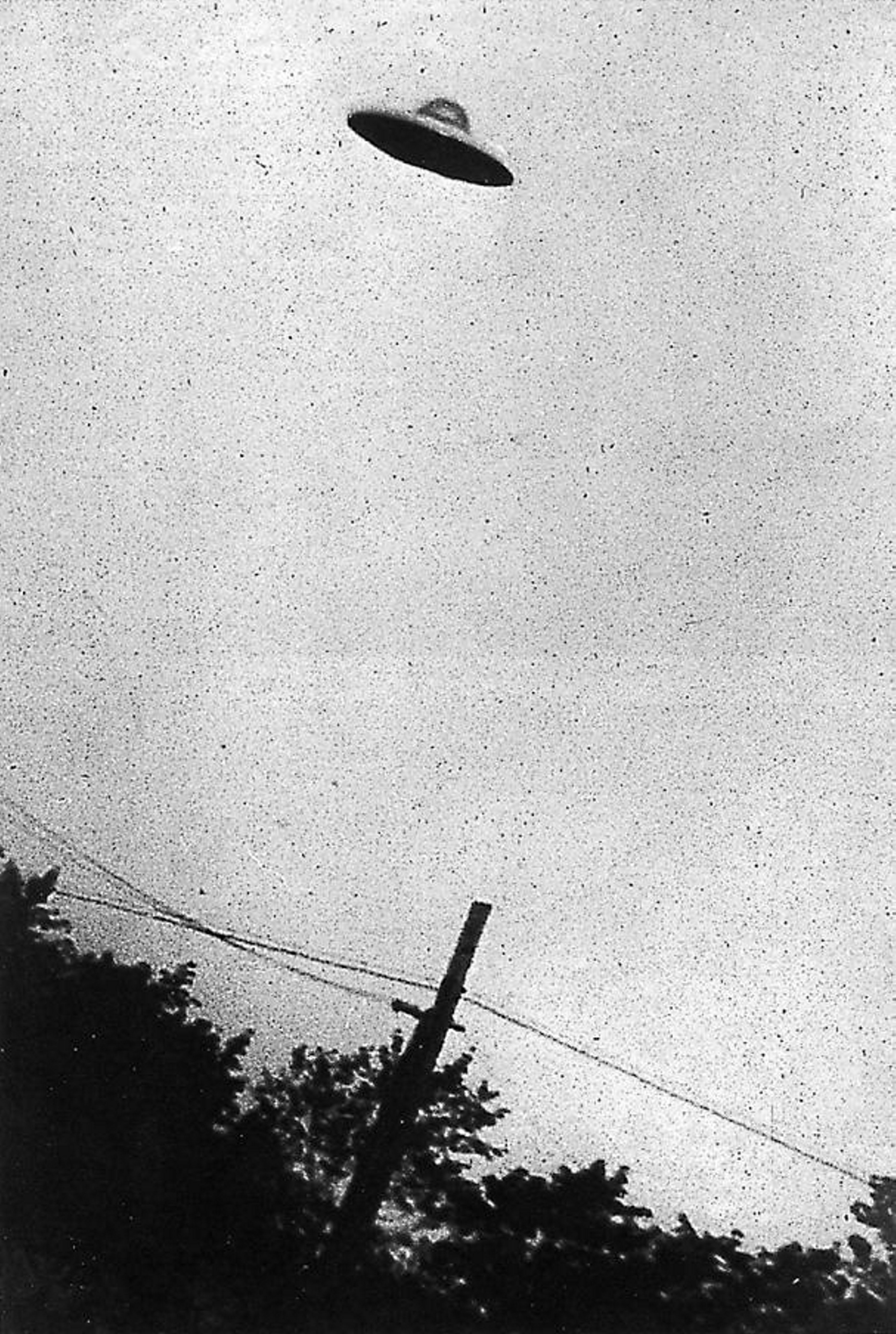
عکسی از یک بشقاب پرنده در سال ۱۹۵۲ پاسائیک، ایالت نیوجرسی

از اواسط دهه ۱۹۴۰، یوفوها موضوع تحقیقات مختلفی توسط دولت‌ها، گروه‌های مستقل، و دانشمندان بوده‌اند؛ اما یوفوشناسی، به عنوان یک رشته، توسط آکادمی دنیای علم رد شده‌است و شبه‌علم محسوب می‌شود.
یوفوشناس‌ها و تحقیقات‌شان الزاماً وابسته به دولت‌ها نیستند. یوفوشناس‌ها، دانشمندان و محققانی هستند که به صورت فردی یا گروهی درباره یوفوها تحقیق می‌کنند تا به ماهیت واقعی اشیاء گزارش شده پی‌ببرند و به سوالات بشر در این باره پاسخ دهند.